# サムスン電子
サムスン電子（サムスンでんし、ハングル: 삼성전자; ハンチャ: 三星電子; RR: Samseong Jeonja, 英: Samsung Electronics Co., Ltd.）は、韓国のテクノロジー企業で、世界最大の総合家電・電子部品・電子製品メーカーである。韓国最大の財閥であるサムスングループの中核企業である。
2019年における売上高や時価総額は単独民間企業としてアジア最大で、スマートフォン、薄型テレビ、半導体（NAND型フラッシュメモリ・DRAM）、中小型有機ELディスプレイにおいては、いずれも世界シェア1位。2020年における研究開発費は世界1位。2021年における企業ブランド力は世界5位で、14年連続アジア1位。

## 概要
サムスン電子は、2010年の売上高が韓国のGDPの22%、時価総額は韓国株式市場の25%（外国人持ち株率は20%前後）で、資産は韓国国富の3分の1に迫る、韓国最大の企業である。インテルやクアルコムと並ぶ世界的な半導体メーカーである。一般消費者向け製品ではスマートフォンブランドの「Galaxy」などが有名である。
韓国を象徴する世界的大企業であり、フォーチュン・グローバル500では、世界企業ランキング12位（2018年）。イギリスの調査会社ブランド・ファイナンスが発表するブランドランキングでは、ブランド価値923億ドルで世界4位（2018年）。アメリカのコンサルティング会社レピュテ―ション・インスティテュートがグローバル企業を対象に実施した『評判の良い企業100社』調査では26位（2018年）。香港に本社を置くコミュニケーション・マーケティング企業のキャンペーン・アジアパシフィックと調査会社のニールセンが共同で調査して発表した『アジアのトップ1000ブランド』では、7年連続で1位（2018年）。
社員25万人を擁し、世界各地に65の生産法人、および130の販売法人を展開し、家電製品から工業製品、軍事製品まで幅広い電子機器を製造する。

## 歴史

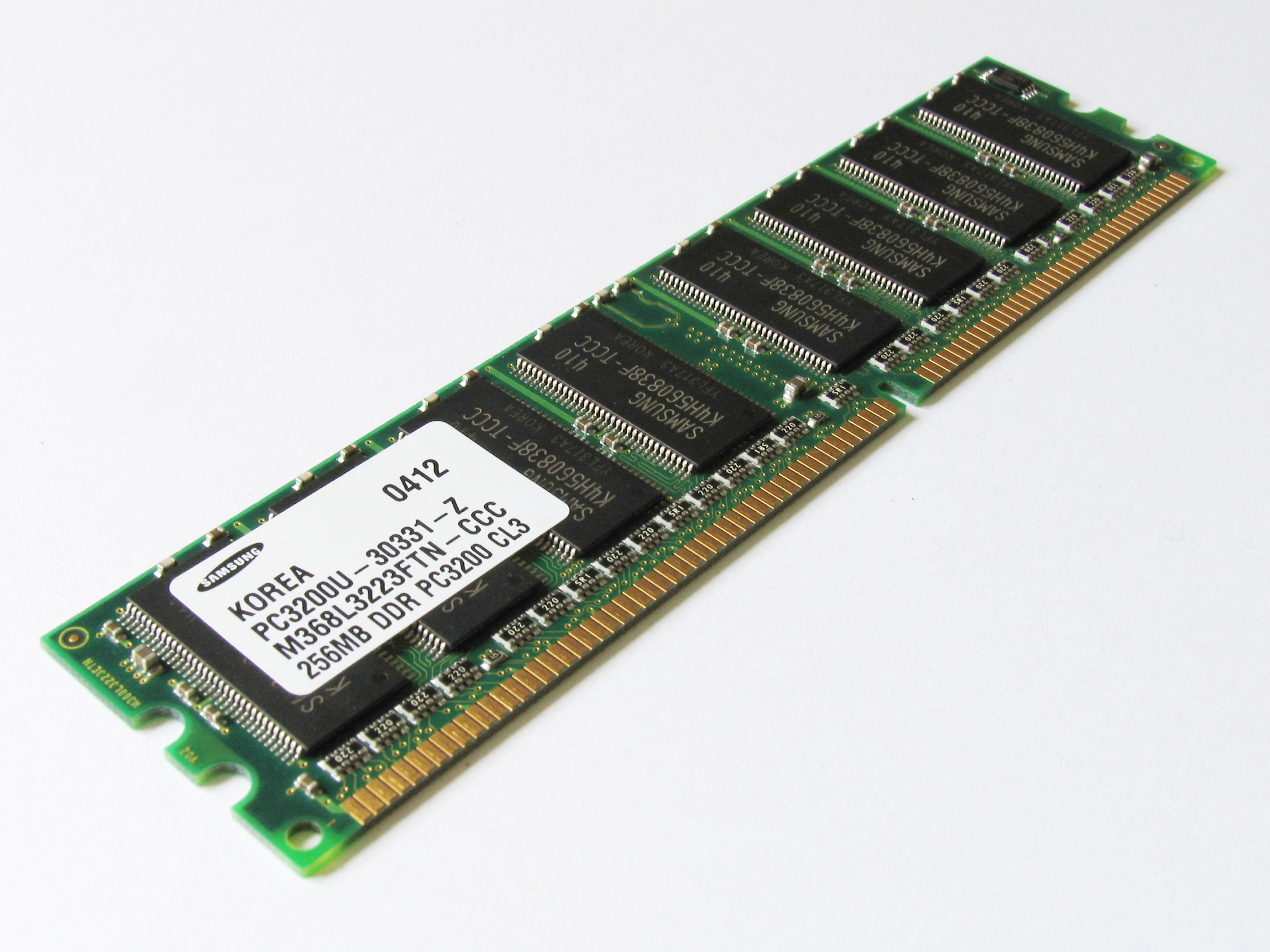
サムスンのDRAM(Samsung 256M DDR SDRAM)

### 創業から1980年頃まで
1938年の日本統治時代の朝鮮で設立されたサムスン電子の親会社である三星商会は、食品と衣服が主力事業であった。当時は電気製品やエンジンのメーカーとしては日本の弘中商会が営業していた。
1969年1月に三星電子工業株式会社が設立され、12月には三星三洋電機が設立、電子産業に進出した。1970年1月には三星NECが設立され、白物家電やAV機器の生産が行われた。これらは、サッカリン密輸事件からの起死回生を図るサムスン総帥の李秉喆（イ・ビョンチョル）が三洋電機の井植歳男やNEC・住友商事の協力を得て主導したもので、当時急速に拡大していた韓国国内の需要市場をターゲットにした決定であった。
1977年には韓国半導体を買収して半導体事業に参入し、1980年3月に韓国電子通信を買収した。1980年頃からは海外に次々と現地販売法人が設立され、ポルトガルやアメリカには工場が設立された。

### 1980年頃から2000年頃まで

#### 半導体事業
1983年2月に、創業者の李秉喆が「資源がほとんどない大韓民国の自然条件に適合して、付加価値が高く高度な技術を要する製品を開発することが第2の跳躍を図る唯一の道だ」と表明し、DRAM事業に進出。半導体で先行する日本を目標とする「東京宣言」を発表し、三星電子の東京支店が同年に開設され、日本から大韓民国へ半導体製造装置の輸入を開始した。製造技術は1970年代より提携先であったシャープの支援を受けた。翌1984年にはマイクロンより設計技術移転の支援を受け、6か月の開発期間を経てマイクロンと東芝に続く世界で3番目の64kのDRAMを開発。同年、光州電子を合併して、三星電子工業から三星電子に会社名が変更された。
程なく256K DRAMの開発にも成功する。一方日本の東芝（東芝のDRAM部門は後にマイクロンに買収）は、1984年に舛岡富士雄が世界初のNOR型フラッシュメモリを開発、1985年に世界初の1M DRAMを開発、1987年に世界初のNAND型フラッシュメモリを開発するなど盛んに次世代メモリの開発を行なっていたが、東芝やマイクロンなどのトップ企業が次世代メモリに移行することで旧世代メモリの品薄現象が生じたため、あえて256K DRAMに注力した三星は1988年だけで3200億ウォンの莫大な純利益を出し、一気に会社の規模を拡大した。この経営判断を行ったのが李秉喆の三男である三星グループ副会長の李健熙で、李秉喆が1987年に死去した後は李健煕が三星グループの第2代会長に就任する。1992年には世界初の64M DRAMの開発に成功、1993年にはDRAM市場で13.5%のシェアを確保し、12.8%に留まった日本の東芝を抜いてついにシェア世界1位となった。以来トップを維持している。なおNAND型フラッシュメモリでも2002年に世界1位となっている。
1988年に携帯電話を開発、1992年には10.4インチのTFT液晶モニタを開発するなど、2000年代以降の主力商品となる基礎もこの頃に開発された。しかし当時のサムスン製品は粗悪品が多く、半導体以外の事業ではグローバル市場で成功していなかったため、新たに会長となった李健煕は1988年、量より質を重視し、変化と改革を求める新しい経営理念「第2創業」を宣言。1993年には「新経営」宣言を出している。

#### 日本との関係
- 1986年、東芝半導体事業本部長川西剛[注 5]は国際担当専務の仲介で李秉喆会長や幹部総出のVIP歓迎を受けて建設途中の半導体工場を視察し、見返りに当時世界最大容量1メガビットDRAMを開発中の最新鋭大分工場を見学[19]させている。1986年、三星電子も1メガビットDRAMを開発し、東芝大分工場生産ラインを統括担当する製造部長をスカウトして大分工場と同等設備を有する製造工場を建設している[17]。
- 1987年5月にアメリカと日本へ研究所を設立し、1988年に半導体事業売上高9億500万ドルで半導体メーカー売上高ランキング18位になる。
- 1988年、日本の半導体企業は半導体企業トップ10社中6社を占めるが、1991年バブル崩壊による資金繰悪化でメモリー事業撤退や工場閉鎖など大掛かりにリストラすると、三星電子は韓国政府のバックアップを受けて東芝、松下電器、三洋電機、シャープ、NECなどからリストラされた日本人技術者を高給でヘッドハンティングし、日本人技術顧問が外国人技術者中77名と大半を占めた結果、最新技術を得る[17]。
- 1992年、東芝とサムスン電子はフラッシュメモリの共同開発と技術仕様・製品情報の供与契約を締結する。1993年、サムスン電子は韓国初の6メガバイトフラッシュメモリを開発する。1995年、東芝とサムスン電子は64メガビットフラッシュメモリ技術の共同開発で提携する[17]。
- 1994年3月、NECとサムスン電子は当時世界最大容量256メガビットDRAMの共同開発・情報供与契約を締結する。その時点で256メガビットDRAMを開発したメーカーは世界で日立製作所とNECのみ。1994年8月、サムスン電子は「世界初」の256メガビットDRAM開発を宣する[20]。
- 1993年、半導体製造装置メーカーである大日本スクリーン、TOWAの現地法人（それぞれに韓国ディエヌエス、韓国トーワ）に資本参加し、半導体製造装置技術を得る。2000年代以降、増資を通じて両社を子会社化しながら社名も変え、2012年には両社を合併させる。現・SEMES（朝鮮語版）（セメス）社[21]。
- 通産省が日の丸半導体の先端優位を続けるため1996年に始めたコンソーシアム「半導体先端テクノロジーズ」に日本メーカー10社以外にも、国際化する世界半導体業界の傾向に鑑み、サムスン電子の加入を受け入れる。しかし、結果的には日本メーカーの復活ではなく、サムスンの国際化と先端製造技術の獲得に繋がり、2000年代以降NECなどの日本メーカーが次々半導体から撤退するとまた多くの技術者がサムスンに流れることになる[22]。
- 半導体メーカー売上高ランキングでは1991年は14億7300万ドルで12位、1995年は83億2900万ドルで6位、2002年から2016年まで米国インテルに次ぎ2位である。
- 日本最後のDRAMメーカーであるエルピーダが2012年に破綻すると残りのDRAM大手3社（サムスン電子・ハイニックス・マイクロン）の業況は持ち直し、特に2017年よりはDRAM業界が空前の好景気に入り、2017年と2018年のサムスン電子のランキングは1位となる。

### 2000年代から現在まで
1990年代までの韓国国内におけるサムスン電子の位置づけは、主要企業の中の一社に過ぎなかったが、上述の半導体事業での躍進などもあって2000年代以降は韓国国内の事業規模や韓国経済に与える影響面などは圧倒的なものを持つようになり、また、世界の電機メーカーの中でも有数の大企業に成長した。
特に1997年のアジア通貨危機は、国家経済の危機とは裏腹にサムスン電子を強力な企業に成長させるきっかけとなった。通貨危機で韓国の大企業30社のうち16社が破綻し、サムスン電子も韓国政府から公的資金が注入される事態となり、倒産寸前にまで追い込まれたが、破綻を避けるために広範な構造改革の断行や効率的な経営計画の実行などにより、サムスン電子は半官半民の韓国の将来をかけた企業として、グローバル企業への成長を加速させた。インターネット・バブル崩壊後の2000年 - 2003年にもサムスン電子は純益伸び率5%を記録した。
また、サムスン電子は、1990年代から半導体で得た莫大な利益を、2000年代前半当時としては次世代産業であったLCD事業や携帯電話事業に大規模に投資を行い、さまざまな製品の世界市場でシェアを伸ばした。またマーケティング活動とコマーシャル活動を大規模に行っている。例としては、1996年には「TOPスポンサー計画」を通じてオリンピックの公式パートナーになり、1998年には長野冬季五輪の公式スポンサーとなり、2000年代以降は継続してオリンピックのスポンサーを務めている。
2009年に、サムスン電子は売上高でドイツのシーメンスと米国のヒューレット・パッカードを超え、世界最大のIT・家電メーカーとなった。2009年のサムスンのシェアは、薄型テレビと半導体メモリで世界第1位、携帯電話で世界第2位、白物家電でも上位を占めた。また、同年には、2020年の目標として売上高4000億ドル達成を目指すビジョン2020を掲げた。これを実現するために、既存のセット・部品中心の情報、通信、AV事業（Infotainment）に、ソフトウェアとソリューションを中心とした医療/バイオ、環境/エネルギー、利便性/癒しなど暮らしの質を向上させるライフケア（Lifecare）を新たな事業領域に盛り込み、「21世紀型のビジネス構造」への変身を図っている。

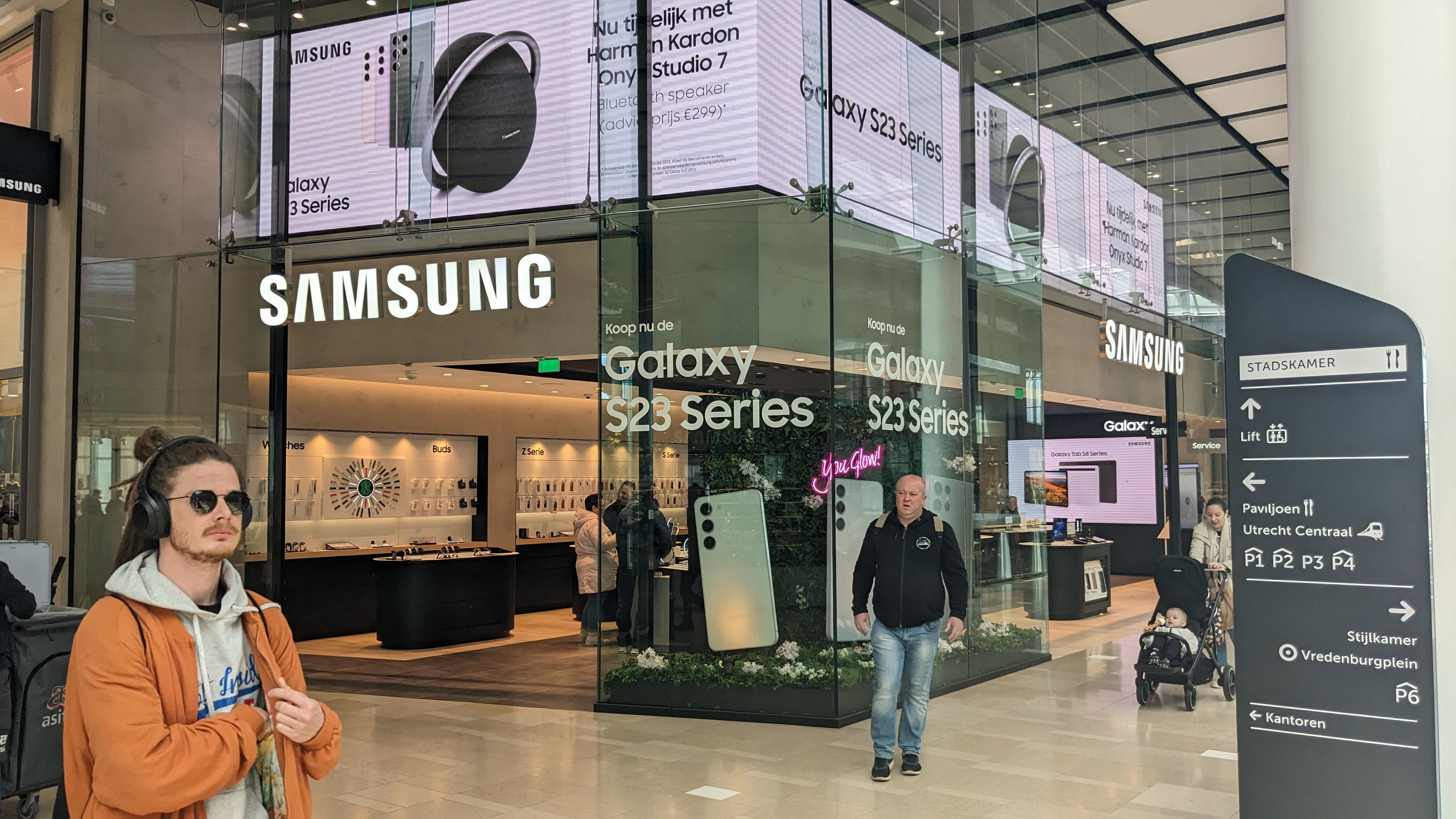
オランダのユトレヒトにあるサムスン直営店舗

2010年、自社で生産したExynosマイクロプロセッサをスマートフォンに搭載。Samsung Galaxyブランドで世界展開し、世界販売シェアでアップルのiPhoneと並び高いシェアを占めるようになった。さらに新規CPUコア（マングース）の独自開発に着手。テキサス州オースティンやカリフォルニア州サンノゼを拠点に研究開発が進められていたが、2019年に開発中止が発表された。
ソニーとサムスン電子は、合弁で液晶パネルを製造するS-LCDを韓国の忠清南道に設立していたが、2011年、ソニー側が、合弁会社の株式を全てをサムスンに売却する形で合弁を解消した。
2018年5月、韓国検察当局はサムスンバイオロジクスの粉飾決算疑惑の捜査を開始。2019年6月6日までに、証拠隠滅を指示した容疑でサムスン電子の副社長3人を相次いで逮捕した。同年8月、2020年までの3年間に設備投資と研究開発費の合算で180兆ウォンを投資することを発表。既存のメモリー、有機ELパネルのほか、次世代通信規格（5G）に対応した通信インフラ設備やバイオテクノロジー、人工知能、自動車部品といった新規事業の育成にも乗り出すことを示唆した。同年10月24日、NECと5G向け基地局の技術開発と営業で提携すると正式に発表した。
2019年9月30日、中国のスマートフォン製造拠点である恵州工場を閉鎖。中国国内でのシェアの低下や製造コストの増加が問題となっていた。スマートフォンの製造は、インドやベトナムなどの製造コストの低い国の工場に移管された。
2021年に開催された東京オリンピックではメインスポンサーを務め、選手への製品提供やオリンピック専用モデルのスマートフォンを発売するなど、マーケティングを強化した。
2023年2月28日、日本市場でのスマートフォンのブランド名は長らくギャラクシー（Galaxy）であったが、社名であるサムスン（Samsung）を冠したグローバル市場と同じ「Samsung Galaxy」に統一した。また、自社ストア「Samsungオンラインショップ」をオープンした。同年5月13日、300億円超を投じ、日本の神奈川県横浜市内に先端半導体の開発拠点を新設すると発表した。拠点はみなとみらい地区の「リーフみなとみらい」ビルに設立され、大学や関連企業との連携を見据える。
2024年6月7日、労働組合（全国サムスン電子労働組合）によるストライキが創業以来初めて行われた。賃金交渉の決裂を受けてのもの。
2025年7月、サムスン電子は、米テスラの自動運転車両やヒューマノイド向け次世代AIチップ「AI6」を受託製造する契約を締結した。契約総額は165億ドル（約2.4兆円）以上で、2025年7月から2033年末まで続くサムスン半導体史上最大規模の案件となる。

## 沿革
- 1969年
  - 1月 - 三星電子工業（株）設立。
  - 12月 - 三洋電機の韓国でのジョイントベンチャーとして三星三洋電機を設立（1977年三星電子に合併）。

- 1970年
  - 1月 - NECの韓国でのジョイントベンチャーとして三星NECの設立。
  - 11月 - 白黒テレビ「P-3202」を試生産。
- 1973年
  - ?月 - 三星三洋電子設立（現・サムスン電機）。
  - 12月 - 三星家電工場を竣工。
- 1974年 - 三星電子東京事務所が開設
- 1975年 - 三星ジャパン株式会社 設立
- 1977年 - 三星電気（株）を吸収合併。
- 1978年7月 - アメリカに現地販売法人「SEA」を設立。
- 1980年
  - 3月 - 韓国電子通信株式会社を買収。
  - 9月 - ポルトガルの最初の現地生産法人「SEP」竣工。
- 1982年
  - 6月 - ドイツに現地販売法人「SEG」設立。
  - 9月 - ポルトガルの最初の現地生産法人「SEP」竣工。
  - 12月 - 韓國電子通信、三星半導体通信株式會社に商号変更。
- 1983年 - 三星電子株式会社 東京支店 開設
- 1984年
  - 2月 - 三星電子（株）と改称。
  - ?月 - 光州電子（株）を合併。
- 1984年
  - 11月 - イギリスに現地販売法人「SEUK」設立。
  - 12月 - アメリカに現地生産法人「SII」設立。
- 1987年
  - 5月 - 海外の研究所（アメリカ・サンタクララ、日本・東京）を設立。
  - 9月 - オーストラリアに現地販売法人「SEAU」設立、カナダに現地販売法人「SECA」設立。
  - 10月 - イギリスに現地生産法人を竣工、生産開始。
  - ?月 - 李健熙（イ・ゴンヒ）が2代目会長に就任。
- 1988年
  - ?月 - 三星半導体通信（株）を吸収合併、第二創業宣言「21世紀に超一流企業に」。
  - 10月 - フランスで販売会社「SEF」設立、タイに現地生産法人「TSE」設立、メキシコに現地生産法人「SAMEX」竣工、生産開始。
  - 11月 - にサムスン半導体通信を吸収合併。
- 1989年8月 - マレーシアに現地法人を設立。
- 1992年
  - 2月 - チェコスロバキア（当時）に現地生産法人を設立。
  - 7月 - 中国・天津にVTR生産法人を設立。
- 1993年 - 李会長がフランクフルトで「新経営」宣言 量より質の経営へ。
- 1994年11月 - 障害者のための工場、無窮花（ムグンファ）電子設立。
- 1996年3月 - アメリカ・テキサス州オースティンに半導体工場を着工。
- 1997年
  - 1月 - 第2創業を宣言。
  - ?月 - アジア通貨危機で従業員の30%を削減。
- 1998年 - 日本サムスン設立。
- 2000年10月 - 中国に通信技術研究所を設立。
- 2004年
  - 4月
    - ソニーと合弁で液晶パネル製造会社S-LCD設立。
    - 東芝と光ディスク装置の合弁会社 東芝サムスンストレージテクノロジーを設立。

  - 12月 - サムスン電子とソニー、相互特許使用契約の締結。
- 2007年11月 - 家電販売で日本市場から撤退。ソフトバンクモバイル向け携帯電話の製造・販売は継続される。
- 2008年
  - 4月 - 複数の違法行為の責任をとって李健熙会長兼CEOが辞任。
  - 11月 - 本社をソウル特別市中区太平路から同市瑞草区瑞草洞へ移転
- 2010年3月 - 李明博の恩赦により李健熙が会長に復帰
- 2016年11月 - オーディオ機器・車載インフォテイメント関連企業のハーマン・インターナショナルを約80億米ドルで買収。
- 2017年2月 - 全国経済人連合会（全経連）に脱退届けを提出。

## ロゴマーク

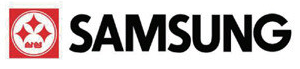
1969 - 1979
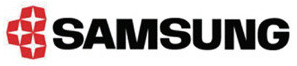
1980 - 1991
1992 - 2014
2015 -

## 主な事業・製品

### モバイル

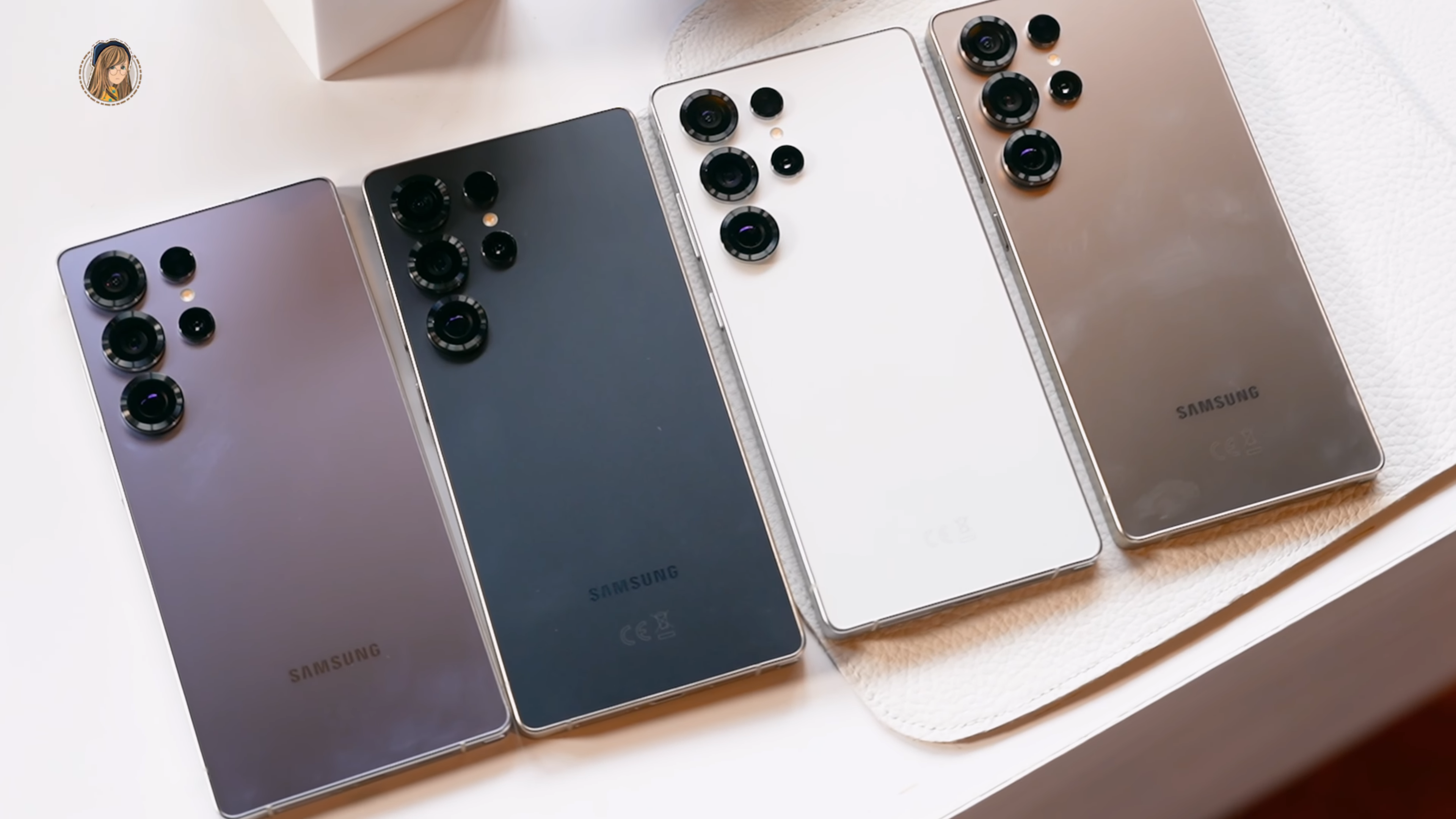
フラッグシップスマートフォンのSamsung Galaxy S25 Ultra

- スマートフォン[44]
- タブレット[44]
- スマートウォッチ

### TV・オーディオ
- テレビ[44]
- ヘッドフォン[44]
- ワイヤレススピーカー[44]
- スマートスピーカー

### IT
- パソコン[44]
- プリンター[44]
- メモリーカード[44]

### 家電
- 冷蔵庫[44]
- オーブン / 電子レンジ[44]
- エアコン[44]
- 洗濯機 / 乾燥機[44]

### AI
- Bixby

## 日本におけるサムスン電子

### 日本法人
日本では、東京に本社を置く日本サムスンを展開し、サムスン電子やサムスングループ内の会社の輸出入、及びサムスン関連事業を展開している。2020年の売上高は、3001億円。
また、サムスン日本研究所や名古屋支店など、複数の拠点を展開している。日本の研究所ほかに、韓国はもちろん、イギリスやポーランド、イタリア、イスラエル、ロシア、インド、中国、アメリカ、ブラジルなど、世界18か国に研究所を保有している。
生産面においては、韓国工場の他にも世界11か国以上に工場を保有しており、グローバル戦略を展開している。
一方で、日本市場における家電製品の販売は不振が続き、2000年頃に白物家電販売から撤退した。その後も薄型テレビなどのAV機器は販売していたが、
2007年11月、サムスン電子は家電製品の販売を日本市場から撤退すると発表した。
日本では収益が少なく、アメリカ市場やヨーロッパ市場などに経営資源を集中するためとみられている。
ただ、法人向け製品や個人向けの液晶モニター、HDD、SSD、電子部品、半導体メモリーなどは引き続き販売している。なお、日本国内で販売しているサムスン製携帯電話については、日本サムスンではなく、サムスンテレコムジャパン扱いになっていた。
2012年に行われた組織改編によって、半導体や液晶パネルといった部材取り扱いを日本サムスンに残し、携帯電話などの完成品はサムスンテレコムジャパンより改称したサムスン電子ジャパンに移管した。
サムスン電子ジャパンはGalaxyブランドのスマートフォンやタブレット、ウェアラブル製品（Galaxy Watch、Galaxy Buds等）、および周辺機器の販売を担当している。日本市場では2010年に「Galaxy S SC-02B」がNTTドコモから発売されて以来、Galaxyシリーズが展開されており、2025年時点ではNTTドコモ、au、ソフトバンク、楽天モバイルの主要キャリアやオンラインショップを通じて販売されている。さらに、東京・原宿のGalaxy Harajukuや大阪のGalaxy Studio Osakaといった直営ショーケースを設置し、体験型のブランド戦略を展開している。

### 研究拠点
- サムスン日本研究所
- サムスンデバイスソリューションズ研究所
  - 横浜に3拠点（リーフみなとみらい「みなとみらいPackage」のほか、横浜三井ビルディング、鶴見に設置）、大阪に1拠点（箕面船場センタービル）設置[50]

### Galaxy Harajuku
Galaxy Harajukuは2019年に東京・原宿にオープンしたSamsung Galaxyのブランドショーケース。最新のGalaxyスマートフォンやウェアラブル端末などを実際に手に取って試すことができる。

### Galaxy Studio / Showcase
2016年から、サムスン電子の最新スマートフォンやVRなどでSamsung Galaxyの世界観を無料で体験できる「Galaxy Studio」をスタートさせた。これまでに日本全国50ヶ所以上にて開催しており、累計200万人超が来場した。
2018年1月以降も原宿の『BANK GALLERY』での継続が決定しており、「Galaxy Showcase」としてネーミングを一新し、内容を一層充実させて展開していく。
2023年4月には大阪・なんばマルイに「Galaxy Studio Osaka」がオープン。当初は期間限定だったがリニューアルし恒常的に営業している。

#### 主なブース
Sペンギャラリー
Sペンを使ってセルフィーをデコレーションできる。画像はモニターに出力され、QRコードでシェアすることも可能。デコレーションした完成作品は印刷してプレゼントしてくれる。
ポートレイトプール
撮ったセルフィーにSペンを使って画像をデコレーションし、水槽内に端末を沈めると水中のディスプレイに画像が現れる。スマートフォンの防水性能を楽しみながら体感できる。描いた画像はメールで受け取れる。
Galaxyフィットネス
ウェアラブル端末を装着して、自転車レースに挑戦する。消費カロリーや心拍数を計測し、ポイントをランキング形式で競い合う。他にも、テニスや水泳を楽しめる。
VRアトラクション （パルサー、スケルトン、マウンテンバイク、カヤック）　
「Galaxy Gear VR」を装着して、360度バーチャルリアリティを体験できる4つのアトラクションが設置されているアトラクションゾーン。前後左右あらゆる方向に椅子が回転しながらVRコンテンツが楽しめる『パルサー』では、超絶飛行や恐竜時代にタイムスリップしたような体験ができる。『スケルトン』では、氷上滑降を体験できる。『マウンテンバイク』では、近未来の都市で空中ドライブを楽しむことができる「Future Ride」が体験できる。
Gear VR 4D Theater
4人組で座る椅子を宇宙船に見立て、「Galaxy Gear VR」とコントローラーを使ってシューティングゲームを楽しむアトラクション。8人が1チームとなって、スペースバトルを楽しめる。

### Galaxy Virtual Studio
「Galaxy Studio」をオンライン上で仮想体験できる。360度回して、サムスン電子のスマートフォンのデザインを様々な角度からチェックできる。また、サムスン電子のウェアラブル端末なども仮想体験できる。

### 補足
原音では「サムソンジョンジャ（=三星電子：삼성전자）」に近い発音である。日本では「サムスン」という。これは、日本進出時、すでにサムソンを名乗る会社が複数あったため、日本語におけるローマ字表記に準拠したものとみられている。
中国においては、社名を漢字表記し、「三星电子（sān xīng diàn zi、サンシンディエンズ）」と読ませている。

## 関連企業
- サムスン電機
- サムスンSDI
- サムスンモバイルディスプレイ
- サムスンLED
- サムスンコーニング精密素材
- サムスンSDS
- サムスン物産
- サムスン重工業
- サムスン火災海上保険

## その他

### オリンピックとの関わり
1988年ソウルオリンピックのローカルスポンサーとしてオリンピックへの関わりを始めた。その後、1998年長野オリンピックからワールドワイド公式パートナー（無線通信機器カテゴリー）として、オリンピックムーブメントに寄与している。また、2016年リオデジャネイロオリンピックを機に、日本を含む限られた国で Galaxy S7 edgeの「Olympic Games Edition」を特別に販売した。
2020東京オリンピックでは「Galaxy S21 5G Olympic Games Edition」を販売した。

### 環境
現在、サムスン電子は、2013年まで売上高ベースの温室効果ガスを2008年対比で50%削減し、製品のエネルギー効率を40%向上させる目標を定め、“グリーン経営”を目指している。2009年、サムスン電子は、“グリーン経営”のビジョン「Planet First」を発表し、その中核的な推進課題として、事業所と製品使用時の温室効果ガスの削減、エコ製品の販売拡大などを提示した。
特に、国内の事業所に温室効果ガス低減設備を導入し、2010年上半期基準で温室効果ガスの排出量を2008年対比で31%削減した。液晶ディスプレイ事業部は、7月15日に六フッ化硫黄を削減するCDM（クリーン開発メカニズム）事業の国連承認を取得するなど持続的な温室効果ガス低減に向けた取り組みを実践している。

### デザイン
サムスンは、90年代初頭からデザイン経営を強化してきた。本社ビル内にデザインセンターが設置されており、創業当時2人だったデザイナーは、2005年には510人、2010年現在は900人余りにまで増加した。
サムスンは、2年周期でデザインを見直している。最初の1年は流行を分析して商品戦略を計画し、2年目に新たなデザインを作り出している。

### ロゴ
サムスン電子の社名である「サムスン」は、「大きく、明るく、光る3つの星」を意味する。社名の「三」という数字は、漢語で「大きく、強い」という意味があり、「星」には、「明るく、高く、光る」という企業の祈願が盛り込まれている。
サムスンのロゴデザインは、柔軟性と単純さを強調しており、宇宙と世界の舞台を象徴する楕円をやや斜めにし、動的で革新的なイメージを表現している。
サムスンの共通カラーである青色は、安定感と信頼感を与えるカラーとして、顧客に親しみのある企業を目指す意志が込められており、社会に対する責任感を象徴している。英文のロゴデザインは、技術主義を通じた顧客志向への意志、ハイテク企業のイメージを現代的な感覚で表現している。

### Appleとの特許訴訟
2011年から、サムスンとAppleの訴訟合戦が起こっており、サムスン電子の製品がAppleのiPadやiPhoneのデザインや特許権を侵害したとしてサムスン電子を提訴している。しかし逆にサムスン電子側も、Apple製品がサムスン電子の特許を侵害しているとして提訴をしている。この問題についてスティーブ・ジョブズは「Androidは抹殺する。盗みでできた製品だからだ。」と怒りをあらわにしていた。
2012年8月25日の米カリフォルニア州連邦地裁においてAppleは特許訴訟で「Appleが期待したと考えられるベストシナリオ」ともいえる勝利をおさめ、サムスンに9億3000万ドルの支払いが命じられたが、控訴し後述の条件で支払うこととなった。サムスンについては米欧のメディアが「fast
follower（素早い追随者）」と表現しているのに対して、Appleは「pioneer（開拓者）」または「creative follower（創造性のある追随者）」とも言われ、両社には個性の違いがあった。「我々は得意分野に資源を集中して世界市場を狙うファストフォロワー」とCEOが語っているように、サムスンは『ライバル企業の商品でも、優れていれば「良いモノは良い」と素早く割り切り、直ちに開発に取りかかる。後発事業を短期間で離陸させ、あっという間にシェアを奪う』という事業構造だった。裁判でサムスン側は「iPhoneの成功に刺激されて、スマホを開発した」と告白した上で「iPhoneがソニー製品のデザインの影響を受けている」などと語り、Appleもサムスンと大差ないなどと主張。一方、Apple側はコンセプトや外観が似ているサムスンの商品を「コピーキャット」とした根拠について、『この開発チームのことを決して口外しないこと』などとジョブズが秘密主義をとっていたことを説明していた。
英国のAppleサムスン裁判は、一部でAppleが敗訴しAppleウェブサイトトップに「サムスンは真似してない」という謝罪文が掲載されたことで注目された。一方でAppleサムスン裁判を担当した裁判官Robin Jacob（ロビン・ジェイコブ）はその後サムスン社の特許担当に就任している。
2015年12月3日、サムスンがAppleへ賠償金5億4800万ドルを支払うことで合意したことが発表される。

### 労働問題
サムスンは多くの工場を持っているが、ハンギョレがベトナム、インド、インドネシアの136人のサムスン電子労働者に取材した所、この3カ国のサムスンの工場では、ほぼ最低賃金、あるいは最低賃金にも届かない金額で、労働者を働かせていた。労働は長時間に及び、休憩時間はほぼ無い状態であった。ある国際労働団体の関係者は「サムスンの経営は、グローバル企業間の“最底辺に向けた競争”を追求する方式」とした。サムスンの工場では、当該国の最低ラインを越えて労働者を働かせる方式を適用しており、さらにそれは他の企業にも波及していることから、「労働のサムスン化」と呼ばれる。